# عباس جمال‌پور
عبّاس جمال‌پور (زادهٔ ۱۳۱۲) نگارگر، موسیقی‌شناس و نوازنده، پژوهشگر و استاد هنر و کارتوگرافیست ایرانی است.

## زندگی
او دارای مدرک درجه یک هنری (دکترا) در رشته نگارگری و فارغ‌التحصیل هنرستان کمال‌الملک با درجه ممتاز شاگردی در نزد استاد محمدعلی زاویه است. جمال‌پور در سال ۱۳۸۸ نشان عالی تجسمی فجر را دریافت کرد و داوری چهار دوره از دوسالانه‌های نگارگری را به عهده داشت.او نمایشگاه‌های متعددی در داخل و خارج کشور برگزار کرده‌است. جمال‌پور همچنین ساز را با نواختن سنتور شروع کرد و در محضر استاد حسین یاحقی، به فراگیری ویولن پرداخت.او از محققان و پژوهشگران در حوزه فرهنگ و ادب و هنر است و در زمینه انرژی هنر، فلسفه هنر، هنر و سیاست، هنر درمانی، هنر و تبلیغات و … تحقیق و پژوهش می‌کند.جمال‌پور در ارتش فعالیت می‌کرد و با سمت معاونت اداری و پشتیبانی اداره جغرافیایی ارتش هم بازنشسته شده‌است.کمیته سازماندهی نخبگان یا استادان جهانی در جشنواره ۲۰۱۱ میلادی در کره جنوبی او را به‌عنوان استاد جهانی معرفی کرده‌است. جمال‌پور نویسنده کتاب «مهر» شامل مقالات، تفکرات و پژوهش‌های پیرامون هنرهای گوناگون و پیوندهای آن با هم است. همچنین در این کتاب تصاویر آثار نگارگری جمال پور منتشر شده‌است.